# Scritti di Le Corbusier
La maggior parte dei testi di Le Corbusier è stata tradotta in italiano solo dopo la sua scomparsa. Solo pochi di essi erano stati tradotti quando l'architetto era ancora in vita, sotto la sua supervisione. 
Di seguito una rassegna dei libri tradotti, comparata all'edizione originale (in ordine cronologico dell'originale):
- Vers une architecture, Parigi, Cres, 1923; trad. it. (a cura di Pierluigi Cerri e Pierluigi Nicolin) Verso un'architettura, Milano, Longanesi, 1984.
- La peinture moderne, scritto con Amédée Ozenfant, Parigi, Cres, 1925; trad. it. Sulla pittura moderna, Milano, Marinotti, 2004.
- Urbanisme, Parigi, Cres, 1925; trad. it. (a cura di Annamaria Beltrami Raini)  Urbanistica, Milano, Il saggiatore, 1967.
- L'art decoratif d'aujourd'hui, Parigi, Cres, 1925; trad. it. Arte decorativa e design, prefazione di Giuliano Gresleri e Jose Oubrerie, Bari, Laterza, 1972.
- Précisions sur l'état présent de l'architecture et de l'urbanisme, Parigi, Cres, 1930; trad. it. Precisazioni sullo stato presente dell'architettura e dell'urbanistica, Roma-Bari, Laterza, 1979.
- Quand le cathédrales étaient blanches. Voyages au pays des timides, Parigi, Plon, 1937; trad. it. a cura di I. Alessi,Quando le cattedrali erano bianche. Viaggio nel paese dei timidi, Milano, Marinotti, 2003, ISBN 8882730468, pp. XII-339. Edizione precedente Faenza, ed. Faenza, 1975.
- La maison de l'homme, scritto con François de Pierrefeu, Parigi, Plon, 1942; trad. it. (a cura di Giuliano Gresleri) La casa degli uomini, Milano, Jaka Book, 1975.
- Entretiens avec les étudiants des écoles d'architecture, Parigi, Denöel, 1943; trad. it. (a cura di Francesco Taormina, con un commento di Alberto Samonà) Conversazione con gli studenti delle scuole di architettura, Palermo, Nuova Presenza, 1982.
- La charte d'Athènes,Parigi, Plon, 1943 e Les trois etablissements humains,Parigi, Denöel, 1943; trad. it. La carta d'Atene e l'urbanistica dei tre insediamenti umani, Milano, Etas Compas, 1969. Edizioni precedenti: La carta d'Atene, con un discorso preliminare di Jean Giraudoux, Milano, Comunità, 1960; L'urbanistica dei tre insediamenti umani, Ed. riv. e corretta a cura di Jean Petit, Milano, Comunità, 1961.
- Manière de penser l'urbanisme, Boulogne, L'Architecture d'Aujourd'hui, 1945; trad. it. Maniera di pensare l'urbanistica, Roma-Bari, Laterza, 1965.
- Le Modulor e Le Modulor 2, Boulogne, L'Architecture d'Aujourd'hui, 1950 e 1954; trad. it. Il modulor + modulor 2, Bologna, Capelli, 2004. Edizione precedente Milano, Mazzotta, 1973.
- L'Unité d'habitation de Marseille, Le Point, Mulhouse, 1950; trad. it. L'unita di abitazione di Marsiglia traduzione e prefazione di Antonio Alfani, Roma, s.n., 1960.
- Une Petite maison, Zurigo, Grisberger, 1954; trad. it. Une Petite maison (Una Piccola Casa) , Cannitello, Biblioteca del Cenide, 2003.
- Ronchamp, Stoccarda, Gerd Hatje, 1957; trad. it. Ronchamp, Milano, Comunità, 1957.
- La mia opera, Torino, Boringhieri, 1961, che uscì contemporaneamente in altre tre lingue (la pubblicazione in (FR)  è nota come L'atelier de la recherche patiente, Fréal, Paris, 1960).
- Voyage d'Orient, Parigi, Forces Vives, 1966, il testo raccoglie gli articoli scritti per la rivista La Feuille d'Avis di La Chaux de Fonds, nel 1912; trad. it. Il Viaggio in Oriente: gli inediti di Charles Edouard Jeanneret fotografo e scrittore (di Mirella Gresleri-Coppola, ed. critica a cura di Giuliano Gresleri), Venezia/Parigi, Marsilio/Fondation Le Corbusier, 1984. Edizione precedente Il Viaggio in Oriente, Faenza, Faenza, 1974.
- Le poème de l'angle droit, Paris, Tériade, 1955; anastatica con trad. it. a cura di D. Antonini e S. Giuliani, edizione critica a cura di G. Crespi, Le poème de l'angle droit, Milano, Mondadori Electa, 2007, ISBN 9788837049683, pp. 185.
- La fattoria radiosa e il centro cooperativo, con Norbert Bézard (manoscritto non pubblicato, 1942); a cura di Sante Simone, con un articolo di Laurent Huron, Roma, Armillaria, 2018, ISBN 978-88-99554-24-8, pp. 134 p.[1].

Una ampia antologia di traduzioni in italiano, prive però delle impaginazioni originali, si trova in:
- Scritti, Torino, Einaudi, 2002.

Sono stati pubblicati in diverse riprese, con traduzione italiana, gli schizzi di studio ed i carnet di viaggio dell'architetto.
- Voyage d'Orient. Carnets, Milano, Electa.

Altri testi pubblicati direttamente in italiano furono: 
- I "Claviers de couleurs" per le pareti in Domus n. 48, dicembre 1931.
- Misura di insieme in "Quadrante" n. 13, maggio 1934.
- Il "Vero" sola ragione dell'architettura in Domus n. 118, ottobre 1937.
- Pensieri scelti dagli scritti di Le Corbusier dal '23 al ‘47, raccolti da J, Soltan in Domus n. 235, giugno 1949.
- L'arte è in crisi?, raccolti da J, Soltan in SeleArte n. 1, luglio-agosto, 1952.
- L'architettura moderna dopo la generazione dei maestri, in Casabella-Continuità n. 213, novembre-dicembre, 1956.
- Il discorso di Ronchamp, in Chiesa e quartiere n. 6, giugno, 1958.